# Nos mots comme des bulles
 (juillet 2023).
La mise en forme du texte ne suit pas les recommandations de Wikipédia : il faut le « wikifier ».
Les points d'amélioration suivants sont les cas les plus fréquents. Le détail des points à revoir est peut-être précisé sur la page de discussion.
- Les titres sont pré-formatés par le logiciel. Ils ne sont ni en capitales, ni en gras.
- Le texte ne doit pas être écrit en capitales (les noms de famille non plus), ni en gras, ni en italique, ni en « petit »…
- Le gras n'est utilisé que pour surligner le titre de l'article dans l'introduction, une seule fois.
- L'italique est rarement utilisé : mots en langue étrangère, titres d'œuvres, noms de bateaux, etc.
- Les citations ne sont pas en italique mais en corps de texte normal. Elles sont entourées par des guillemets français : « et ».
- Les listes à puces sont à éviter, des paragraphes rédigés étant largement préférés. Les tableaux sont à réserver à la présentation de données structurées (résultats, etc.).
- Les appels de note de bas de page (petits chiffres en exposant, introduits par l'outil «  Source ») sont à placer entre la fin de phrase et le point final[comme ça].
- Les liens internes (vers d'autres articles de Wikipédia) sont à choisir avec parcimonie. Créez des liens vers des articles approfondissant le sujet. Les termes génériques sans rapport avec le sujet sont à éviter, ainsi que les répétitions de liens vers un même terme.
- Les liens externes sont à placer uniquement dans une section « Liens externes », à la fin de l'article. Ces liens sont à choisir avec parcimonie suivant les règles définies. Si un lien sert de source à l'article, son insertion dans le texte est à faire par les notes de bas de page.
- La présentation des références doit suivre les conventions bibliographiques. Il est recommandé d'utiliser les modèles {{Ouvrage}}, {{Chapitre}}, {{Article}}, {{Lien web}} et/ou {{Bibliographie}}. Le mode d'édition visuel peut mettre en forme automatiquement les références.
- Insérer une infobox (cadre d'informations à droite) n'est pas obligatoire pour parachever la mise en page.

Pour une aide détaillée, merci de consulter Aide:Wikification.
Si vous pensez que ces points ont été résolus, vous pouvez retirer ce bandeau et améliorer la mise en forme d'un autre article.
Nos mots comme des bulles (サイダーのように言葉が湧き上がる, Saidā no Yō ni Kotoba ga Wakiagaru) est une comédie romantique japonaise animée, produite par Sublimation et Signal.MD et dirigée par Kyōhei Ishiguro. Révélé au Festival international du film de Shanghai en 2020, le film est sorti dans les salles japonaises et sur Netflix le 22 juillet 2021. Dans une région rurale du Japon, le film suit deux adolescents ayant des problèmes de communication. Yui "Cherry" Sakura est un garçon timide s'exprimant uniquement à travers ses haïkus. Yuki, alias "Smile", est une influenceuse cachant en permanence son appareil dentaire avec un masque. Un accident au centre commercial enclenche une romance entre eux.

## Synopsis
Au centre commercial Oda Nouvelle, Kouichi "Cherry" Sakura travaille dans un centre de soins pour personnes âgées pendant les vacances d'été. Cherry est un garçon calme et réservé qui préfère s'exprimer par haïkus mais a du mal à les réciter devant un public. Au milieu d'une poursuite chaotique entre son ami Beaver et la sécurité du centre commercial, Cherry échange accidentellement son téléphone avec celui de Smile, une influenceuse en ligne qui porte un masque facial pour cacher son appareil dentaire. Le couple fait connaissance et, au fil du temps, commence à s'intéresser aux passe-temps de l'autre. Les deux personnages font connaissance en se remettant leurs téléphones respectifs, et commencent à s'intéresser l'un aux passe-temps de l'autre.
Smile commence à travailler au centre de soins et aide à répéter la chanson folklorique de Daruma pour le prochain festival d'été au centre commercial. Fujiyama, propriétaire d'un magasin de disques vinyles et habitué du centre de soins, fait part à Cherry et Smile de son souhait d'écouter une fois de plus le disque "YAMAZAKURA", dont il n'a que la pochette. Cherry et Smile décident d'aider Fujiyama à trouver le disque, et découvrent qu'il s'agit d'un enregistrement musical réalisé par sa défunte épouse.
Supposant que le disque pourrait être caché quelque part dans le magasin, Cherry et Smile emploient l'aide de plusieurs amis et épluchent chaque rayon, trouvant finalement le disque derrière un réfrigérateur. Tout en se préparant à jouer le disque, Smile demande à Cherry de regarder ensemble les feux d'artifice du festival d'été, et Cherry accepte. Cependant, juste après ça, voyant que le disque est légèrement plié, Smile tente de l'aplatir et le casse. Le lendemain, Cherry et Smile décident de s'excuser une fois de plus auprès de Fujiyama mais sont déroutés lorsque Cherry révèle qu'il déménagera le jour du festival. Déçue, Smile lui fait ses adieux.
Le jour du festival, Smile présente à Fujiyama un disque réassemblé au ruban adhésif en guise d'excuses. Elle est alors étonnée de trouver une copie du travail réutilisée comme horloge murale dans le centre de soins pour personnes âgées. Redynamisée par cette révélation, Smile conçoit un plan pour jouer le disque lors de la représentation du centre de soins au festival d'été. Alors que la voiture familiale de Cherry passe devant le centre commercial, il voit son haïku écrit sur Smile peint à la bombe par Beaver sur les panneaux de signalisation. Rassemblant son courage, Cherry se rend au festival et avoue ses sentiments pour Smile sous la forme d'un haïku au sommet d'une tour. Alors que le feu d'artifice commence, elle lui rend la pareille en enlevant son masque pour révéler son sourire.

## Fiche technique
Sauf indication contraire, les informations mentionnées dans cette section peuvent être confirmées par la base de données cinématographiques IMDb,  présente dans la section « Liens externes ».
- Titre original : サイダーのように言葉が湧き上がる (Saidā no Yō ni Kotoba ga Wakiagaru?)
- Titre français : Nos mots comme des bulles
- Titre international : Words Bubble Up Like Soda Pop
- Réalisation : Kyôhei Ishiguro
- Scénario : Kyôhei Ishiguro et Dai Satō
- Musique : Kensuke Ushio
- Direction artistique : Chieko Nakamura
- Photographie : Kôhei Tanada et Yoshihiro Sekiya
- Pays d'origine :  Japon
- Langue originale : japonais
- Durée : 87 minutes
- Date de sortie : 22 juillet 2021

## Distribution
- Ichikawa Somegorō VIII (VF : Enzo Ratsito) : Cherry
- Hana Sugisaki (VF : Alice Orsat) : Smile
- Megumi Han (VF : Oscar Douieb) : Beaver
- Natsuki Hanae (VF : Romain Altché) : Japan
- Yūichirō Umehara (VF : Cédric Lemaire) : Toughboy
- Koichi Yamadera (VF : Gilbert Lévy) : Akiko Fujiyama
- Susumu Chiba (VF : Agnès Manoury) : Tsubaki Fujiyama
- Manami Numakura (VF : Ludivine Maffren) : Miyuki
- Shizuka Itō (VF : Cindy Lemineur) : Nami
- Megumi Nakajima (VF : Lila Lacombe) : Julie
- Sumire Morohoshi (VF : Clara Soares) : Marie
- Maya Sakamoto (VF : Victoria Grosbois) : Maria
- Aya Hisakawa : Tanaka
- Hiroshi Kamiya : Kouchi
- Junichi Yanagita : Motopuri
- Minori Suzuki : Akiko Matsushita
- Nanako Mori : Sae
- Yasuaki Takumi : Kanta

Source doublage VF : RS-Doublage

## Production et sortie
Le film a été initialement annoncé lors du concert Inu Fes de FlyingDog. Il a alors été précisé qu'il serait réalisé par Kyōhei Ishiguro, produit par Sublimation et Signal.MD, avec un scénario de Dai Satō, un character design de Yukiko Aikei et une musique de Kensuke Ushio. En décembre 2019, il a été déclaré qu'il paraîtrait dans les salles japonaises le 15 mai 2020 et mettrait en vedette Ichikawa Somegorō VIII et Hana Sugisaki. En avril 2020, un retard a été annoncé en raison de la pandémie de Covid-19. En novembre 2020, la première a été annoncée pour le 25 juin 2021 du fait du retard. Après avoir de nouveau été retardé, le film est finalement sorti dans les salles japonaises le 22 juillet 2021. Le thème principal du film est サイダーのように言葉が湧き上がる (Cider no Yō ni Kotoba ga Wakiagaru) interprété par Never Young Beach. La chanson d'insertion du film est YAMAZAKURA, interprétée par l'artiste pop Taeko Onuki. À l'échelle internationale, le film a été diffusé sur Netflix à la fois doublé et sous-titré, le même jour que la sortie en salles au Japon.

### Adaptation en manga
Une adaptation manga du film par Ōnoimo a commencé dans Monthly Comic Alive le 27 novembre 2019. Il s'est terminé dans Monthly Comic Alive le 27 mars 2021.

## Accueil
L'aggrégateur de critiques Rotten Tomatoes donne un score de critique 100% avec 8 critiques et un score d'audience de 86%. Sur IMDb, la note pondérée est de 6.8/10, tandis que MyAnimeList lui donne 7.4/10 d'après 140 000 notes. En français, la moyenne des utilisateurs est 7.8/10 parmi 400 notes sur Nautiljon et 6.2/10 sur SensCritique avec 900 notes.
Kim Morrissy, de Anime News Network fait l'éloge des visuels, des personnages et du style musical du film, lui attribuant un A−.
Pour la version française, Flavien Appavou d'Ecran Large associe un 4.5/5 à ce long-métrage pour son énergie et son animation soignée. Chez IGN, Benjamin Benoit donne 8/10 au film, saluant la qualité d'exécution où « tout est techniquement charmant et frais ».
En 2020, le film a été nommé pour le Prix Mainichi du meilleur film d'animation. Le film a également été nommé pour le meilleur film aux Crunchyroll Anime Awards 2022.